# Luciano De Ambrosis
Luciano De Ambrosis (Torino, 28 marzo 1937) è un attore, doppiatore e direttore del doppiaggio italiano.

## Biografia

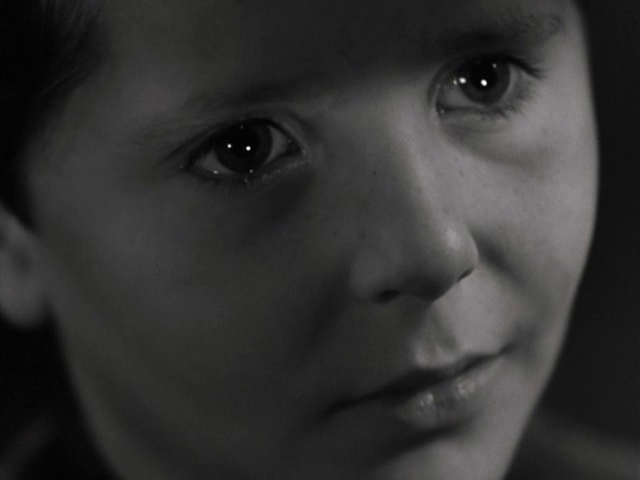
Luciano De Ambrosis a cinque anni nel film I bambini ci guardano (1943)

Esordisce nel cinema come attore bambino all'età di cinque anni con I bambini ci guardano (1943) di Vittorio De Sica, seguito da L'angelo del miracolo (1944) di Piero Ballerini e Senza famiglia di Giorgio Ferroni, girato nel 1944, negli stabilimenti del Cinevillaggio a Venezia durante la Repubblica Sociale Italiana,  ma distribuito nel 1946 e diviso in due parti a causa dell'eccessiva lunghezza, con la seconda intitolata Ritorno al nido. Nel 1948, Vittorio De Sica lo chiama ancora a interpretare il ruolo di Precossi nel film Cuore, prima riduzione cinematografica integrale del romanzo di Edmondo De Amicis. Nel gruppo dei ragazzi ci sono alcuni tra i più conosciuti attori bambini del periodo: Gino Leurini, Vito Annicchiarico, Carlo Delle Piane, Maurizio Di Nardo ed Enzo Cerusico.
Negli anni a seguire De Ambrosis calca raramente le scene per dedicarsi al doppiaggio, come doppiatore e direttore. È il padre del doppiatore Massimo De Ambrosis e nonno dei doppiatori Luca e Daniele De Ambrosis. Nel mondo del doppiaggio è noto per essere la voce principale di James Caan, Burt Reynolds, Albert Finney e per aver doppiato molti altri attori, tra cui Dennis Farina, Frank Langella, John Mahoney, Jon Voight, Seymour Cassel, Nick Nolte, Brian Cox e Sean Connery (diventato la voce principale dopo la morte di Pino Locchi nel 1994).
Nel 2012 gli viene conferito il premio alla carriera alla manifestazione Leggio d'oro. Nel 2014 partecipa al documentario Protagonisti per sempre di Mimmo Verdesca, film vincitore nel 2015 del Giffoni Film Festival come Miglior documentario, in cui, per la prima volta, racconta le esperienze e le scelte che hanno caratterizzato la sua carriera e la sua vita, prima come popolare attore bambino e poi come grande doppiatore.

## Filmografia

### Cinema
- I bambini ci guardano, regia di Vittorio De Sica (1943)
- L'angelo del miracolo, regia di Piero Ballerini (1944)
- Casello n. 3, regia di Giorgio Ferroni (1945)
- Senza famiglia, regia di Giorgio Ferroni (1946)
- Ritorno al nido, regia di Giorgio Ferroni (1946)
- La vita semplice, regia di Francesco De Robertis (1946)
- Cuore, regia di Duilio Coletti (1948)
- Domani è troppo tardi, regia di Léonide Moguy (1950)
- L'Aretino nei suoi ragionamenti sulle cortigiane, le maritate e... i cornuti contenti, regia di Enrico Bomba (1973)
- I corpi presentano tracce di violenza carnale, regia di Sergio Martino (1973)
- Protagonisti per sempre, regia di Mimmo Verdesca - documentario (2014)

### Televisione
- Diagnosi - miniserie TV (1975)

## Doppiaggio

### Film
- James Caan in Una strana coppia di sbirri, Rollerball, Killer Elite, Quell'ultimo ponte, Arriva un cavaliere libero e selvaggio, Giardini di pietra, Misery non deve morire, Dick Tracy, Mi gioco la moglie... a Las Vegas, Bulletproof - A prova di proiettile, Un colpo da dilettanti, L'eliminatore - Eraser, Elf - Un elfo di nome Buddy, Disposta a tutto, Agente Smart - Casino totale, Indovina perché ti odio, Blood Ties - La legge del sangue, Out of Blue - Indagine pericolosa
- Burt Reynolds in Ladro e gentiluomo, Black Jack, Il bandito e la "Madama", In tre sul Lucky Lady, I miei problemi con le donne, Il corpo del reato, Mistery, Alaska, Boogie Nights - L'altra Hollywood, Cambio marito, I soliti amici, L'altra sporca ultima meta, In the Name of the King
- Seymour Cassel in In the Soup - Un mare di guai, Proposta indecente, L'ultimo padrino, Animal Factory, Solo una notte, 110 e frode, Rushmore, I Tenenbaum, L'isola dei sogni, Che fine ha fatto Pete Smalls?
- Albert Finney in Erin Brockovich - Forte come la verità, Traffic, Big Fish - Le storie di una vita incredibile, The Bourne Ultimatum - Il ritorno dello sciacallo, Onora il padre e la madre, The Bourne Legacy, Skyfall
- Dennis Farina in Uomini d'onore, Un lavoro da grande, Prima di mezzanotte, Out of Sight, Impatto imminente, Salvate il soldato Ryan, Snatch - Lo strappo, Gli infiltrati
- Nick Nolte in Cape Fear - Il promontorio della paura, Il principe delle maree, L'olio di Lorenzo, Una figlia in carriera, Scomodi omicidi, U Turn - Inversione di marcia, Arturo
- Christopher Lee in I tre moschettieri, Doppia visione, The Stupids, I fiumi di porpora 2 - Gli angeli dell'Apocalisse, Triage, Hugo Cabret
- Jon Voight in Pearl Harbor, Il mistero dei Templari - National Treasure, Il mistero delle pagine perdute, Glory Road, Tutti insieme inevitabilmente
- Frank Langella in Corsari, La nona porta, Frost/Nixon - Il duello, A me gli occhi..., The Box, Unknown - Senza identità, Il processo ai Chicago 7
- Sean Connery in Il primo cavaliere, Entrapment, Scherzi del cuore, Scoprendo Forrester, Robin Hood - Principe dei ladri
- Michael Gambon in Gosford Park, Charlotte Gray, Sky Captain and the World of Tomorrow, Ritorno a Brideshead
- Max von Sydow in Star Wars - Il risveglio della Forza, Rush Hour 3 - Missione Parigi, Un uomo e il suo cane
- Riccardo Pizzuti in continuavano a chiamarlo Trinità, ...e poi lo chiamarono il Magnifico, Anche gli angeli mangiano fagioli, Keoma, I due superpiedi quasi piatti, Pari e dispari, Chissà perché... capitano tutte a me, Chi trova un amico trova un tesoro, Occhio alla penna
- Basil Rathbone in Sherlock Holmes e la casa del terrore, Terrore nella notte, Sherlock Holmes, Il mistero del carillon, Sherlock Holmes e la perla della morte, Sherlock Holmes e la donna in verde
- Jacques Frantz in Arthur e il popolo dei Minimei, Arthur e la vendetta di Maltazard
- Brendan Gleeson in Mission: Impossible 2, La ballata di Buster Scruggs
- John Nettleton in Un uomo per tutte le stagioni, Oliver Twist
- Charles Napier in The Blues Brothers, Rambo 2 - La vendetta
- Brian Cox in Gioco d'amore, The Ring, Red Eye, Prison Escape, Believe - Il sogno si avvera
- Ronny Cox in Salvate il Gray Lady, RoboCop
- James Coburn in Progetto micidiale, Troppo belle per vivere
- John Howard Davies  in Le avventure di Oliver Twist
- Gerald R. Molen in Rain Man - L'uomo della pioggia
- John Mahoney in Frasier
- Len Cariou in Secret Window, Decisione critica
- Peter Renaday in Un Maggiolino tutto matto
- Michael Lonsdale in Il nome della rosa
- Bob Gunton in Il caso Thomas Crawford
- Michael Gough in Alice in Wonderland
- Jack Palance ne L'ultimo omicidio
- Robert Webber in Piedone a Hong Kong
- Eric Porter ne Il piccolo Lord
- Fred Ward in Via dall'incubo
- Paul Winfield in Presunto innocente
- Michael J. Reynolds in False verità
- Harold Gould in Quel pazzo venerdì
- Pedro Armendáriz Jr. in The Legend of Zorro
- Geoffrey Palmer in Peter Pan
- William Forsythe in C'era una volta in America
- Stacy Keach in American History X
- Fred Dalton Thompson in Caccia a Ottobre Rosso, Campioni di guai
- Charlton Heston in Gideon
- Richard Burton e George Segal in Il giorno più lungo
- Roddy McDowall in La più grande storia mai raccontata
- David Hedison in Agente 007 - Vivi e lascia morire
- Michael Ironside in Deepwater
- Dennis Hopper in Gioventù bruciata
- Jack Hedley in Solo per i tuoi occhi
- Robert Blake in Money Train
- Peter Jason in Mortal Kombat
- Harvey Korman in I Flintstones in Viva Rock Vegas
- Tom Wilkinson in Ragione e sentimento
- J. T. Walsh in Gli intrighi del potere - Nixon, Il negoziatore
- M. Emmet Walsh in L'incredibile vita di Timothy Green
- Bernard Hill in Il Bounty
- Bruce McGill in W.
- James Cosmo in Malevolent - Le voci del male
- James A. Stephens in Sherlock Holmes
- Jim Broadbent in Moulin Rouge!, Gangs of New York
- Wayne Duvall in Fuori controllo
- R. Lee Ermey in Sfida tra i ghiacci, Seven
- Roberto Alessandri in Squadra antitruffa
- Dan Fitzgerald in Cane e gatto
- Craig T. Nelson in Silkwood
- Stuart Wilson in La maschera di Zorro
- George Dzundza in Il cacciatore
- Daniel von Bargen in Prima e dopo
- Jerry Hardin in Missing - Scomparso
- Terrence Evans in Non aprite quella porta
- Alan Rickman in Alice attraverso lo specchio
- John Cleese in Ultimatum alla Terra
- Kevin Conway in Pronti a morire
- Newell Alexander in I segreti di Osage County
- Richard Dysart in Oltre il giardino
- Tim Pigott-Smith in V per Vendetta
- John Hurt in Hercules - Il guerriero
- Michael Constantine in Il giurato
- James Karen in Sindrome cinese
- Tom Courtenay in Gambit - Una truffa a regola d'arte
- William Bryant in La Pantera Rosa
- Walter Coy in Ultima notte a Warlock
- Marshall Bell in L'alba della libertà
- Pietro Nuti in L'istruttoria è chiusa: dimentichi
- Gustavo Rojo in I raggi mortali del dottor Mabuse
- Hugo Blanco in La lunga notte di Tombstone, Paranoia
- Charles Townsend in Charlie's Angels - Più che mai
- Gérard Tichy in Furto su misura
- Michael York in Alfredo il Grande
- Masaya Takahashi in Returner - Il futuro potrebbe essere storia
- Maurice Ronet in Perché si uccidono (La merde)

### Film d'animazione
- Bambi neonato e cucciolo in Bambi (ed. 1948)
- Gianni Darling in Le avventure di Peter Pan (ed. 1953)
- Re dei Minimei in Arthur e il popolo dei Minimei, Arthur e la vendetta di Maltazard e Arthur e la guerra dei due mondi
- Re Hildebrand in Heidi diventa principessa
- Rama in Il libro della giungla
- Re Dymas in Sinbad - La leggenda dei sette mari
- Rospo in Giù per il tubo
- Mr. Robinson in Piccolo grande eroe
- Papà di Fred in Big Hero 6
- Parruccone in La collina dei conigli
- Mr. Pricklepants in Toy Story 4

### Serie animate
- Avvocato Iperpollo (st. 2-6), Testa di George Washington (st. 2-3), The Big Brain (ep. 3x07) e Bob Uecker in Futurama[3]
- Padre di Clara Sesemann in Heidi
- Mars in Ultimate Muscle
- Conrad Fleemco in The Replacements - Agenzia sostituzioni
- Mr. Pricklepants in I perché di Forky

### Serie televisive
- Carlos Rivkin in Perla nera
- Carlos Márquez in Topazio
- Gilberto Martinho in Fiore selvaggio
- Sebastião Vasconcellos in Giungla di cemento
- Tony Russel in Zorro (doppiaggio originale)
- Charles Korvin in Zorro (ridoppiaggio)
- James Caan in Crossing Jordan, Las Vegas
- Daniel von Bargen in Malcolm
- Tommy Lee Jones in Colomba solitaria
- Charles Townsend in Charlie's Angels

## Direttore del doppiaggio
Johnny il bello, Rocky IV, Nella tana del serpente, L'eredità di miss Richards, Brainscan - Il gioco della morte, Un grido nel buio